# Bus Company
Bus Company è un'azienda privata di trasporto pubblico locale creata il 1º novembre 2015 dalla fusione per incorporazione di altre due aziende del trasporto pubblico locale piemontese, l'ATI - Azienda Trasporti Interurbani e la SEAG (Servizi Extraurbani Automobilistici Galleano).
Bus Company è una società a responsabilità limitata a capitale misto pubblico e privato (è partecipata al 30% dal Gruppo Torinese Trasporti s.p.a.). L'azienda conta di 650 dipendenti e possiede 360 autobus di linea, 40 autobus da turismo, 20 autobus a marchio Flixbus. I suoi mezzi percorrono 14,5 milioni di km di linee urbane ed extraurbane ogni anno trasportando 16 milioni di utenti/anno.
Gli uffici amministrativi sono a Saluzzo, mentre le officine principali si trovano a Villafranca Piemonte. L'azienda fa parte di quattro consorzi di altrettante provincie del Piemonte: GrandaBus (Provincia di Cuneo), SCAT (Provincia di Alessandria), Extra.To (Provincia di Torino) e COAS (Provincia di Asti).

## Storia
Bus Company nasce come gruppo d'imprese nel 2000 e racchiude dentro di sé cinque aziende di trasporto pubblico locale che operano nelle provincie di Cuneo e Torino: ATI - Trasporti Interurbani, Autolinee Fratelli Fogliati, TM - Trasporti Monregalesi, SEAG e Linea Verde Viaggi. Con il passare degli anni Autolinee Fratelli Fogliati e TM - Trasporti Monregalesi vengono fusi per incorporazione in ATI - Trasporti Interurbani.
Il gruppo cessa di esistere il 1º novembre 2015 quando ATI - Trasporti Interurbani e SEAG vengono fusi per incorporazione. Solo Linea Verde Viaggi resta un marchio a sé, comunque controllato da Bus Company. La nuova azienda in Piemonte è seconda solo a GTT - Gruppo Torinese Trasporti.
Dal 1º gennaio 2023 l'azienda cresce ulteriormente quando STP (Società Trasporti Pubblici), già dal 2019 della medesima proprietà di Bus Company, viene fusa per incorporazione. Con questa fusione Bus Company prende direttamente in gestione il servizio urbano della città di Cuneo e il servizio extraurbano delle provincie di Alessandria e parte di quella di Asti. 
Nel febbraio 2023 Bus Company acquisisce la ditta GelosoBus di Canelli (AT) e ne rileva gli 80 dipendenti ed i 70 mezzi. Nel mese di marzo 2023 ad essere acquisito è invece il CIT (Consorzio Intercomunale Trasporti) di Novi Ligure.

## Servizi

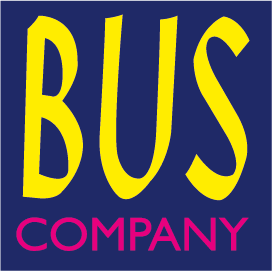
Il logo di Bus Company fino al 2022

Bus Company gestisce i servizi urbani delle seguenti città:
- Conurbazione di Alba
- Conurbazione di Cuneo
- Mondovì (inclusa la funicolare di Mondovì)
- Tortona
- Acqui Terme
- Novi Ligure
- Saluzzo

L'azienda gestisce inoltre buona parte delle linee che compongono le reti extraurbane delle provincie di Cuneo ed Alessandria ed alcune linee delle reti extraurbane delle provincie di Torino ed Asti. Bus Company dispone di 15 depositi e 7 officine su tutto il territorio della regione Piemonte. L'azienda svolge anche alcune linee internazionali sotto marchio Flixbus e dispone di 40 mezzi da noleggio. Offre servizi di mobilità alla Wash4Green Pinerolo (militante nel campionato femminile di Serie A1), Derthona Basket (militante nella Serie A del campionato di pallacanestro maschile) e Basket Monferrato (Serie B di pallacanestro maschile). Attraverso alla controllata Linea Verde Giachino, Bus Company offre anche servizi turistici.